# Beademingsballon

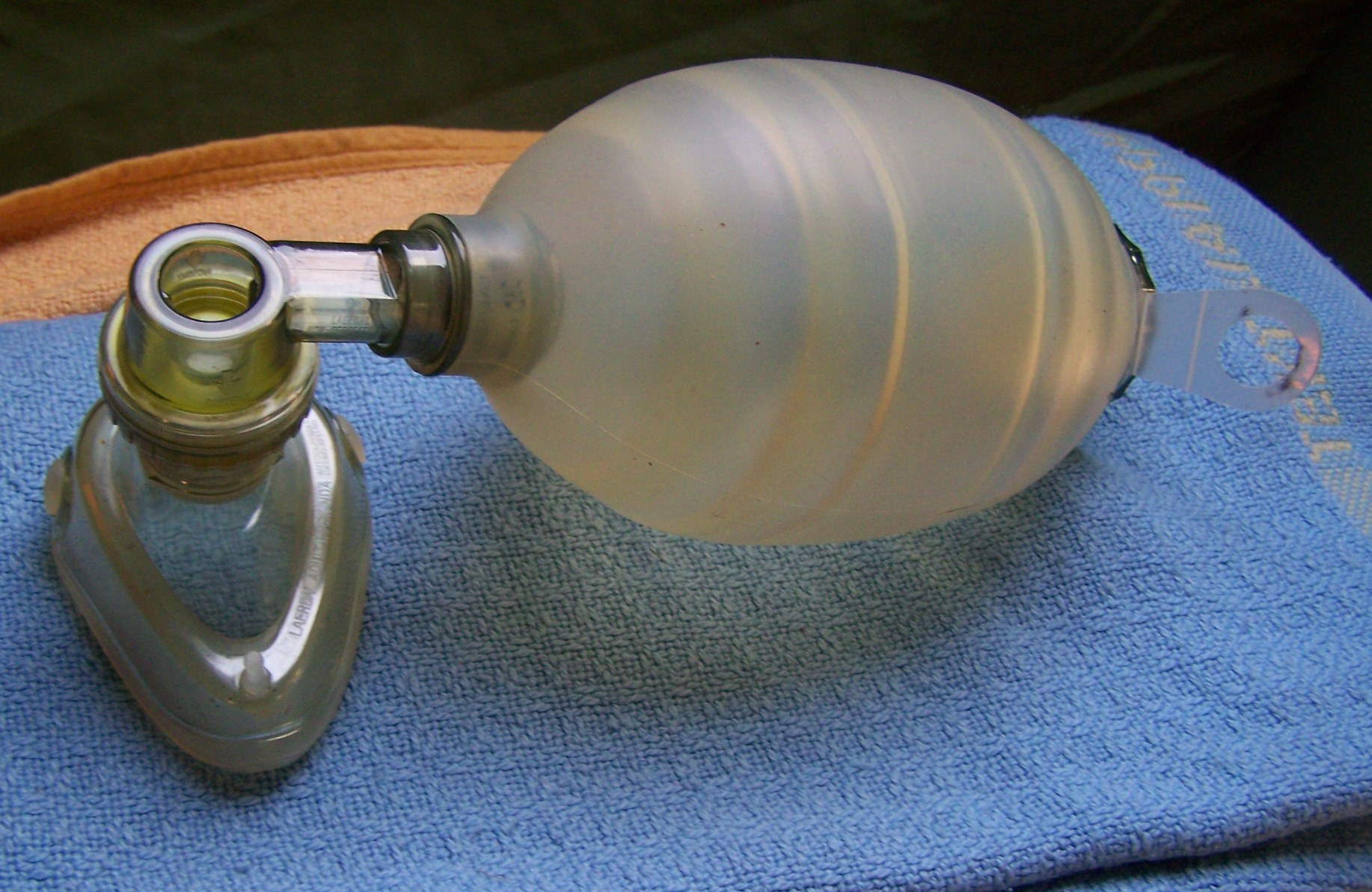
Een beademingsballon (rechts), gekoppeld aan een beademingsmasker (links).

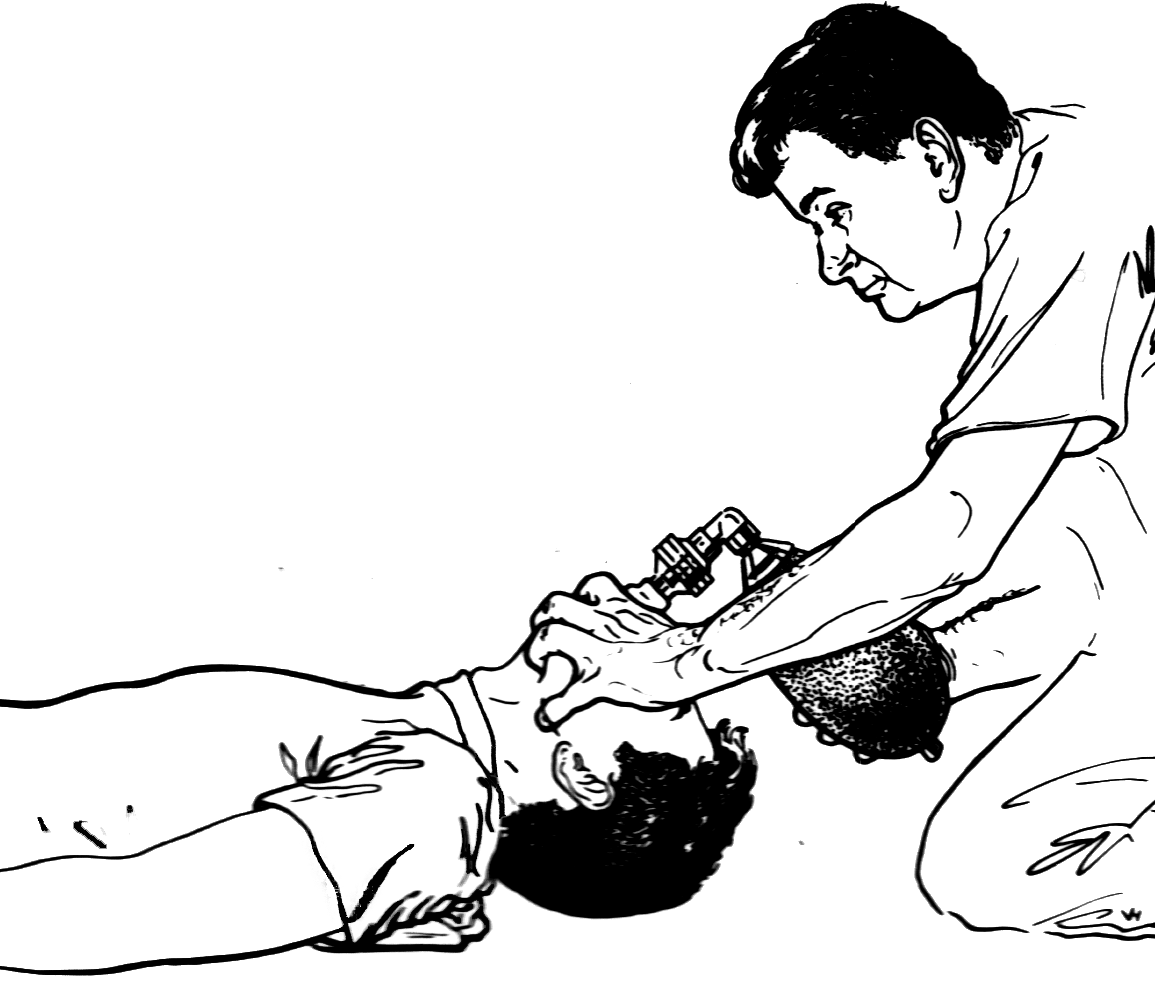
Beademing met behulp van een ballon.

Een beademingsballon is een soort kunststof ballon, waarmee iemand met een beademingsmasker of een beademingsbuis ('tube') handmatig beademd kan worden, met name tijdens het transport of verplaatsen van een patiënt.
Een beademingsballon met daaraan gemonteerd beademingsmasker kan zonder aanvullende voorzieningen gebruikt worden. De patiënt ademt dan alleen de in de ballon aanwezige lucht in en uit, waarvan de lucht afkomstig is uit de omgeving.
Bij een 'self inflating' beademingsballon kan (soms of naar instelling) alleen de inademing via de ballon plaatsvinden; de uitademing gaat dan via een ventiel rechtstreeks naar de buitenlucht. Dit voorkomt reaspiratie, waardoor de patiënt het zelf uitgeademde koolzuurgas weer inademt.
Aan de lucht in de beademingsballon kan extra zuurstof worden toegevoegd. Ook dit kan ambulant, vanuit een zuurstofcilinder.
Ook tijdens de inleiding van de narcose wordt gebruik gemaakt van een beademingsmasker en een beademingsballon. Dit heeft een aantal redenen: zorgen voor een extra hoog zuurstofpercentage in de longen (preoxygenatie) omdat tijdens de intubatie de patiënt even niet beademd wordt.